# Mazowiecka Biblioteka Cyfrowa
Mazowiecka Biblioteka Cyfrowa – regionalna biblioteka cyfrowa działająca na Mazowszu. Utworzona w 2011 roku w Warszawie.

## Opis
W roku 2011 w ramach „Wieloletniego Programu Rządowego Kultura+ Priorytet Digitalizacja” uzyskała dofinansowanie na wyposażenie pracowni i digitalizację. W roku następnym uzyskała kolejne dofinansowanie na dalsze prace digitalizacyjne. W MBC udostępniane są cyfrowe wersje książek, czasopism oraz materiałów ikonograficznych, kartograficznych i dokumentów życia społecznego.
Zadaniem Mazowieckiej Biblioteki Cyfrowej jest zapewnienie dostępu do materiałów dotyczących całego Mazowsza, zabezpieczanie i udostępnianie regionalnego dziedzictwa kulturowego. Jest tworzona przez Bibliotekę Publiczną m.st. Warszawy – Bibliotekę Główną Województwa Mazowieckiego we współpracy z bibliotekami publicznymi województwa mazowieckiego oraz bibliotekami dzielnicowymi w Warszawie. W sposób ciągły biblioteka pozyskuje kolejnych uczestników projektu, m.in. wśród muzeów, wydawnictw, archiwów kościelnych, urzędów z terenu Warszawy i Mazowsza.
Mazowiecka Biblioteka Cyfrowa działa w oparciu o oprogramowanie dLibra.

## Współtwórcy
Mazowiecką Bibliotekę Cyfrowa współtworzą:
1. Biblioteka Publiczna m.st. Warszawy – Biblioteka Główna Województwa Mazowieckiego – założyciel i administrator
2. Biblioteka Publiczna Miasta i Gminy Ożarów Mazowiecki
3. Biblioteka Publiczna im. Stanisława Staszica w Dzielnicy Bielany m.st. Warszawy
4. Biblioteka Publiczna im. Zygmunta Łazarskiego w Dzielnicy Mokotów m.st. Warszawy
5. Biblioteka Publiczna im. Księdza Jana Twardowskiego w Dzielnicy Praga Północ m.st. Warszawy
6. Biblioteka Publiczna w Dzielnicy Śródmieście m.st. Warszawy
7. Biblioteka Publiczna w Dzielnicy Targówek m.st. Warszawy
8. Biblioteka Publiczna w Dzielnicy Włochy m.st. Warszawy
9. Biblioteka Publiczna w Dzielnicy Żoliborz m.st. Warszawy
10. Gminna i powiatowa Biblioteka Publiczna w Rzeczniowie
11. Książnica Płocka im. Władysława Broniewskiego
12. Powiatowa i Miejska Biblioteka Publiczna im. Henryka Sienkiewicza w Pruszkowie
13. Muzeum Niepodległości w Warszawie
14. Centralna Biblioteka Statystyczna im. Stefana Szulca
15. Biblioteka Pedagogiczna im. Heleny Radlińskiej w Siedlcach
16. Ośrodek Rozwoju Polskiej Edukacji za Granicą
17. Muzeum Warszawy
18. Biblioteka Muzeum Narodowego w Warszawie
19. Towarzystwo Przyjaciół Miasta Ogrodu Podkowa Leśna
20. Biblioteka Publiczna Gminy Kampinos
21. Gmina Kampinos
22. Urząd Gminy w Brwinowie
23. Gminny Ośrodek Kultury w Tarczynie
24. Towarzystwo Przyjaciół Brwinowa
25. Urząd Miejski w Karczewie
26. Centrum Kultury Wilanów
27. Powiatowa Biblioteka Publiczna w Piasecznie
28. Miasto Stołeczne Warszawa – Dzielnica Śródmieście
29. Miasto Stołeczne Warszawa  – Dzielnica Wawer
30. Urząd Miejski w Grodzisku Mazowieckim
31. Miasto Stołeczne Warszawa – Dzielnica Praga-Północ
32. Miasto Stołeczne Warszawa – Dzielnica Bielany
33. Biblioteka Publiczna w Dzielnicy Praga – Południe m.st. Warszawa
34. Miasto Stołeczne Warszawa – Dzielnica Bemowo
35. Biblioteka Publiczna w Dzielnicy Wawer m.st. Warszawy
36. Miasto Stołeczne Warszawa – Dzielnica Ursus
37. Towarzystwo Przyjaciół Ziemi Błońskiej
38. Miejska Biblioteka Publiczna w Milanówku
39. Piastów
40. Starostwo Powiatu Grodziskiego
41. Miejska Biblioteka Publiczna w Otwocku
42. Biblioteka Publiczna Gminy Grodzisk Mazowiecki
43. Gmina Błonie
44. Towarzystwo Przyjaciół Ostrołęki
45. Towarzystwo Przyjaciół Tworek "Amici di Tworki"
46. Muzeum Historyczne w Przasnyszu
47. Miasto Stołeczne Warszawa-Dzielnica Targówek
48. Stowarzyszenie Projekt Brwinów
49. Urząd Miasta Podkowa Leśna
50. Urząd Miasta Otwocka
51. Młodzieżowy Dom Kultury „Ochota”
52. Robotnicza Spółdzielnia Mieszkaniowa Ursus
53. Gmina Celestynów
54. Państwowy Instytut Geologiczny – Państwowy Instytut Badawczy
55. Płocki Ośrodek Kultury i Sztuki
56. Główny Urząd Miar
57. Zarząd Transportu Miejskiego
58. Miejsko-Gminny Ośrodek Kultury w Białobrzegach
59. Szpital Specjalistyczny Św. Zofii w Warszawie
60. Miasto Mińsk Mazowiecki
61. Gmina Mińsk Mazowiecki
62. Gmina Miejska Legionowo-Urząd Miasta Legionowo
63. Towarzystwo Przyjaciół Legionowa
64. Muzeum Historyczne w Legionowie
65. Gmina Nadarzyn
66. Miasto Stołeczne Warszawa-Dzielnica Praga-Południe
67. Nadarzyński Ośrodek Kultury
68. Akademia Wychowania Fizycznego Józefa Piłsudskiego w Warszawie-Biblioteka Główna
69. Gmina Piaseczno
70. Miejska Biblioteka Publiczna w Siedlcach
71. Miasto Stołeczne Warszawa-Dzielnica Wilanów
72. Centrum Kultury i Inicjatyw Obywatelskich Podkowa Leśna
73. Gmina Raszyn
74. Miejska Biblioteka Publiczna w Ostrołęce
75. Stowarzyszenie Przyjaciół Bibliotek i Książki w Ostrołęce
76. Towarzystwo Przyjaciół Ziemi Stanisławowskiej
77. Biblioteka Publiczna w Piasecznie
78. Muzeum Harcerstwa
79. Muzeum Ziemi Mińskiej
80. Muzeum Getta Warszawskiego
81. Miejskie Zakłady Autobusowe
82. Gmina Wiązowna
83. Muzeum Dulag 121
84. Gmina Garwolin
85. Stacja Muzeum
86. Główna Biblioteka Komunikacyjna
87. Creative Sp. z o.o.
88. Pruszkowskie Stowarzyszenie Rodzin Abstytnenckich "Socjus"
89. Miejski Ogród Zoologiczny w Płocku Sp. z o.o.
90. Polski Związek Golfa
91. Warszawska Spółdzielnia Mieszkaniowa
92. Muzeum Sportu i Turystyki w Warszawie
93. Gmina Michałowice
94. Muzeum Ziemi Błońskiej
95. Mazowiecki Ośrodek Doradztwa Rolniczego
96. Powiat Ciechanowski
97. Miasto Zielonka
98. Metro Warszawskie Sp. z o.o.
99. Centrum Kultury Raszyn
100. Centrum Aktywności Międzypokoleniowej "Nowolipie"
101. Gminny Ośrodek Kultury w Przesmykach
102. Mazowiecki Zespół Parków Krajobrazowych
103. Gmina Miejska Ciechanów
104. Gminna Biblioteka Publiczna-Kulturoteka w Cegłowie
105. Fundacja Rozwoju Warszawskiego Ogrodu Zoologicznego "Panda"
106. Ciechanowskie Towarzystwo Naukowe
107. Miasto Garwolin
108. Towarzystwo Miłośników Opinogóry
109. Związek Ochotniczych Straży Pożarnych RP
110. Polska Akademia Nauk Archiwum w Warszawie
111. Dom Kultury Stare Babice
112. Muzeum Mazowsza Zachodniego w Żyrardowie
113. Muzeum Historii Polskiego Ruchu Ludowego
114. Szybka Kolej Miejska Sp. z o.o.
115. Związek Ochotniczych Straży Pożarnych RP Oddział Wojewódzki
116. Biblioteka Publiczna Gminy Stare Babice
117. Gmina Stare Babice
118. Miejskie Przedsiębiorstwo Wodociągów i Kanalizacji w m.st. Warszawie S.A
119. Stowarzyszenie Park Kulturowy Transatlantycka Radiotelegraficzna Centrala Nadawcza
120. Narodowy Instytut Muzeów
121. Biblioteka Publiczna w Dzielnicy Ursus m.st. Warszawy
122. Stowarzyszenie Teatr na Pustej Podłodze
123. Gmina Teresin
124. Gmina Milanówek
125. Miasto Stołeczne Warszawa-Dzielnica Rembertów
126. Muzeum Romantyzmu w Opinogórze
127. Mikawas Sp. z o.o.
128. Liceum Ogólnokształcące im. Marii Konopnickiej w Legionowie
129. Biblioteka Publiczna w Dzielnicy Białołęka m.st. Warszawy

Mazowiecka Biblioteka Cyfrowa należy do Federacji Bibliotek Cyfrowych. Zbiory Mazowieckiej Biblioteki Cyfrowej są również udostępniane w Europejskiej Bibliotece Cyfrowej Europeana.